# 甜蜜蜜 (电视剧)
《甜蜜蜜》是一部中国大陆电视剧，由高希希执导，王宛平编剧，孙俪、邓超主演。2007年起在福建电视台、安徽电视台等中国内地电视台播出。

## 剧情简介
故事发生在20世纪70年代末，中国北方某农场，干部之子雷雷（邓超饰）和女知青叶青（孙俪饰）从相识、相知到相爱，两人受到家庭的阻力和社会的压力，历经波折却又矢志不渝，分分合合却又彼此挂念的爱情故事。

## 主要演员
| 演員 | 角色 | 介紹                             |
| ---- | ---- | -------------------------------- |
| 邓超 | 雷雷 | 干部子弟，喜欢叶青               |
| 孙俪 | 叶青 | 知青，喜欢雷雷                   |
| 沙溢 | 韩阳 | 医学院高材生，德才兼备，喜欢叶青 |
| 于滨 | 张军 | 反派人物，人品卑劣，喜欢叶青     |

## 幕后花絮
- 此剧女主角叶青原计划由许晴出演，由于档期原因，开机时换成孙俪。[5]